# Prepotelus limbatus
Prepotelus limbatus är en spindelart som först beskrevs av Simon 1898.  Prepotelus limbatus ingår i släktet Prepotelus och familjen krabbspindlar.
Artens utbredningsområde är Mauritius. Inga underarter finns listade i Catalogue of Life.